# Пентасомия по X-хромосоме
Пентасомия по X-хромосоме (49,XXXXX) —  наследственное нарушение, обусловленное наличием дополнительных X хромосом, является частным случаем анеуплоидии. Представляет собой хромосомную аномалию, при которой у женщины пять Х-хромосом вместо двух. Признаки могут включать умственную отсталость, низкий рост, низко посаженные уши, мышечную гипотонию и задержку развития. Осложнения могут включать врожденные пороки сердца.
Состояние связано с проблемами при формировании репродуктивных клеток у родителей такого человека. Факторы риска включают пожилой возраст родителей на момент зачатия. Диагноз подозревается на основании симптомов и подтверждается хромосомным анализом.
Лечение производится симптоматически.  Впервые пентасомия была обнаружена в 1963 году.

## Частота
Состояние крайне редкое, по состоянию на 2011г. было зарегистрировано менее сорока случаев.

## Симптомы
Основными симптомами пентасомии по X хромосоме являются умственная отсталость, низкий рост и черепно-лицевые аномалии. Другие физические черты включают в себя следующее:
- Микроцефалия[5]
- Аномалии ушей[5]
- Гипертелоризм с наклонными вверх глазными щелями и эпикантусом[5]
- Короткая шея[5]
- Широкий нос с вдавленной носовой перемычкой[4]
- Гиперэкстензия локтей[4][5]
- Зубные аномалии и расщепление нёба[4][5]
- Клинодактилия пятого пальца[4][5]
- Деформации стоп[4][5]
- Пороки сердца[5][6]

## Причины
Считается, что анеуплоидия вызвана проблемами, возникающими во время мейоза, либо у матери, либо у матери и отца. Последовательные несоответствия наблюдались у матери по крайней мере одного пациента.
Особенности синдрома, вероятно, возникают из-за недостаточности инактивации X-хромосомы и наличия нескольких X-хромосом от одного и того же родителя, что вызывает проблемы с геномным импринтингом. Теоретически, инактивации X-инактивация должна происходить и оставлять только одну активную X-хромосому в каждой клетке. Однако сбой этого процесса наблюдался у одного исследованного человека. Предполагается, что причиной этого является наличие необычно большого и несбалансированного числа Х-хромосом, мешающих процессу.